# Tyrannochthonius fiskei
Espèce
Tyrannochthonius fiskei est une espèce de pseudoscorpions de la famille des Chthoniidae.

## Distribution
Cette espèce est endémique du Tennessee aux États-Unis,. Elle se rencontre dans la grotte Caroline Cove Cave dans le comté de Franklin.

## Étymologie
Cette espèce est nommée en l'honneur d'Alan Fiske.

## Description
Le mâle holotype mesure 2,03 mm.

## Publication originale
- Muchmore, 1996 : The genus Tyrannochthonius in the eastern United States (Pseudoscorpionida: Chthoniidae). Part II. More recently discovered species. Insecta Mundi, vol. 10, p. 153-168 (texte intégral).